# Darevskia caucasica
Espèce
Synonymes
- Lacerta caucasica Mehelÿ, 1909
- Lacerta caucasica vedenica Darevsky & Roytberg, 1999

Statut de conservation UICN

 LC  : Préoccupation mineure
Darevskia caucasica est une espèce de sauriens de la famille des Lacertidae.

## Répartition
Cette espèce se rencontre jusqu'à 3 200 m d'altitude en Azerbaïdjan, en Géorgie et en Russie au Daghestan, en Tchétchénie, en Ingouchie, en Ossétie-du-Nord-Alanie et en Kabardino-Balkarie.

## Liste des sous-espèces
Selon The Reptile Database (10 décembre 2012) :
- Darevskia caucasica caucasica (Mehelÿ, 1909)
- Darevskia caucasica vedenica (Darevsky & Roytberg, 1999)

## Publications originales
- Darevsky & Roitberg, 1999 : A new subspecies of the rock lizard Lacerta caucasica (Sauria, Lacertidae) from the south-east of Chechen Republic on the Caucasus. Russian Journal of Herpetology, vol. 6, n. 3, p. 209-214.
- Méhely, 1909 : Materialien zu einer Systematik und Phylogenie der muralis-ähnlichen Lacerten. Annales historico-naturales Musei nationalis Hungarici, Budapest, vol. 7, n. 2, p. 409-621 (texte intégral).